# Гуляти так гуляти. Стріляти так стріляти...
Гуляти так гуляти. Стріляти так стріляти... (рос. Гулять так гулять. Стрелять так стрелять…) — радянський художній фільм 1990 року, знятий режисерами Михайлом Ашумовим і Зазою Буадзе.

## Сюжет
Молодий провінціал приїхав в Москву купити ліки для матері. Але куди не спаде — всюди проблеми: рецепт оформлений неправильно, грошей не вистачає, та ще й пограбували. Куди бідному податися? Один шлях йому запропонували — стати «проститутом». Легко сказати, а от зробити... У підсумку він потрапляє до в'язниці, де в цей час підходить до кінця термін ув'язнення другого героя фільму. Такий собі Дон Кіхот з невеликого грузинського містечка вже відсидів свій термін після «маленької розборки» за велику любов. І ось тепер колишній фокусник, колишній в'язень, але відчайдушно закоханий, на волі...

## У ролях
- Мамука Кікалейшвілі — Каро
- Ігор Угольников — Вася Петухов
- Маріам Турнашвілі — Тея
- Майя Пачуашвілі — Розіта
- Юрій Васадзе — Сартіон
- Анзор Урдія — Ухути
- Юрій Митрофанов — Кицька («блакитний»)
- Віталій Леонов — жебрак в привокзальному буфеті
- Олександр Васютинський — слідчий
- Ігор Андріанов — продавець антикварного магазину
- Роберт Мушкамбарян — бандит
- Валерій Афанасьєв — бандит
- Михайло Бочаров — швейцар готелю
- Миша Бочаров — хлопчик в переговорному пункті
- Мірза-Ага (Михайло) Ашумов — телерепортер (в титрах не вказаний)

## Знімальна група
- Сценарісти : Гурам Дочанашвілі, Мирза-Ага (Михайло) Ашумов, Заза Буадзе
- Режисери : Мирза-Ага (Михайло) Ашумов, Заза Буадзе
- Оператори : Олександр Мелкумов, Арчіл Ахвледіані, Саркис Геворков
- Композитори : Давид Туріашвілі, Рафік Алієв
- Художники : Сосо Надірадзе, Гено Цаава